# Lucie Varga
Pour les articles homonymes, voir Varga.
Lucie Varga, née Rosa Stern, est une historienne française d'origine autrichienne, née le 21 juin 1904 à Baden et morte le 26 avril 1941 à Toulouse. Elle fait partie de celles que l'histoire des femmes appelle les historiennes invisibles.
Juive, convertie au protestantisme, mais athée, Lucie Varga quitte l'Autriche devenue "austro-fasciste" en décembre 1933 et se réfugie en France. Assistante de Lucien Febvre, historien français, elle fait partie de l'école des Annales et devient l'une des premières femmes à publier dans la revue des Annales. Elle a notamment travaillé sur l’Allemagne et l’Autriche pendant l’entre-deux-guerres, en particulier sur la naissance du national-socialisme. Elle a également étudié la religion des Cathares.

## Biographie

### Jeunesse et formation
Lucie Varga, d'abord nommée Rosa Stern, naît dans une famille juive originaire de Hongrie, mais est élevée à Vienne par sa mère. Au lycée pour jeunes filles qu'elle fréquente, elle fait la rencontre de Hélène Weigel et de Marie Jahoda. C'est aussi à cette époque qu'elle choisit un nouveau prénom : « Lucie ».
À l'université de Vienne, elle suit des études d'histoire, philosophie et histoire de l'art. En 1923, alors âgée de 19 ans, elle épouse un médecin juif hongrois, József Varga, de douze ans son aîné et, en 1925, elle donne naissance à une fille, Berta.
Son diabète lui fait un temps arrêter ses études. En 1931, à l'université de Vienne, elle soutient une thèse de doctorat sur le cliché de l'obscurantisme au Moyen-Âge (ou la notion de « sombre Moyen âge »), sous la direction d'Alfons Dopsch (1868-1953), un éminent historien autrichien spécialiste de l'histoire économique médiévale,,,. Elle s'engage très tôt dans l'opposition au nazisme.

### Exil et carrière en France
En 1927[précision nécessaire], elle rencontre Franz Borkenau (1900-1957), un intellectuel allemand — ils se marieront. Lors de la montée du nazisme en Autriche, ils décident de s'exiler et choisissent Paris pour que Lucie puisse continuer son travail sur la religion des Cathares, entamé à Vienne.
A Paris, elle devient la secrétaire de l'historien Lucien Febvre, créateur de l'École des Annales, l'aidant dans ses tâches éditoriales. Vers 1937, leur relation devient plus qu'amicale, ce qui pousse l'épouse de Lucien à exiger leur rupture, — au printemps 1937. Cet événement change la vie de Lucie Varga qui travaille comme représentante de commerce et même ouvrière pour subvenir aux besoins de Berta et elle. Ceci dans un contexte où les femmes en France, même ayant les meilleurs diplômes et soutenues par des pontes dans leur domaine, ont peu de possibilités de carrière en tant que professeur d'université. En 1939, elle intègre l'agence Havas (une importante agende de presse) en tant que traductrice.
À l'automne 1937, Lucie Varga gagne la section historique et philologique de l’École pratique des Hautes études et s'inscrit au cours du linguiste Émile Benveniste. Toutefois, l'Anschluss (annexion de l'Autriche par l'Allemagne nazie) en 1938 et des changements politiques en France mettent fin à cette période pour Lucie Varga.

### Seconde guerre mondiale
En 1940, lors de l'Exode, Lucie Varga se réfugie dans le Midi de la France. Cependant, les difficultés de la vie quotidienne l'affaiblissent et la jeune femme, diabétique, a en plus des problèmes pour se procurer l'insuline nécessaire à sa santé.

### Mort
Elle meurt le 26 avril 1941, à l'âge de trente-six ans. Sa fille Berta sera déportée en 1944 après être retournée à Budapest à la demande de son père.

## Travaux de recherche
Lucie Varga a mené des travaux d'histoire et d'ethnographie. Elle a notamment contribué à la revue des Annales. Histoire, Sciences sociales (fondée en 1929 par les historiens Marc Bloch et Lucien Febvre), avec des articles scientifiques ainsi que des comptes rendus, mais aussi, en 1937, la participation à l'édition en ce qui concerne le « numéro allemand » de la revue.
Elle a mené des recherches sur les Cathares ; pour l'aider à financer celles-ci, Lucien Febvre et Marc Bloch essaient de lui faire avoir une bourse Rockefeller.
Autour de 1937, avec Lucien Febvre, elle prépare un ouvrage traitant des au XVIe siècle.